# Melania Grego
Melania Grego, född 19 juni 1973, är en italiensk vattenpolospelare. Hon ingick i Italiens landslag vid olympiska sommarspelen 2004. Hennes främsta meriter är ett OS-guld, två VM-guld och fyra EM-guld.
Grego tog OS-guld i damernas vattenpoloturnering i samband med de olympiska vattenpolotävlingarna 2004 i Aten. Hennes målsaldo i turneringen var fyra mål, varav tre i finalen mot Grekland. EM-guld tog hon 1995 i Wien, 1997 i Sevilla, 1999 i Prato samt 2003 i Ljubljana och VM-guld 1998 i Perth samt 2001 i Fukuoka.